# Prosoplus loriai
Prosoplus loriai là một loài bọ cánh cứng trong họ Cerambycidae.